# Збаражские
Зба́ражские (пол. Zbarascy) — угасший литовско-русский княжеский род, одного корня с князьями Вишневецкими, Воронецкими и Порыцкими. Первоначально управляли Збаражским княжеством, их главной резиденцией служил Збаражский замок. Изначально православные, в XVI веке самые видные представители рода приняли протестантизм, а именно кальвинизм, на рубеже XVI—XVII веков перешли в католичество.

## Происхождение и история рода
Существует две версии происхождения князей Збаражских:
1) согласно первой, принятой изначально, они происходят от князя Корибута Дмитрия Ольгердовича, а именно от одного из его сыновей, князя Фёдора Корибутовича. Таким образом, князья Збаражские были Гедиминовичами;
2) согласно новейших исследований род князей Збаражских скорее всего был ветвью княжеского рода Несвицких, которые в свою очередь происходили из турово-пинских Рюриковичей. Подтверждение происхождения Збаражских от Рюрика было получено в начале XXI века, когда был проведён ДНК-анализ у ныне живущего князя Воронецкого, так как этот род по родословцам происходит от Збаражских. Для сравнения были взяты ДНК-пробы у ныне здравствующих представителей княжеских родов Пузына, Мосальских, Гагариных, Кропоткиных и Путятиных, происхождение коих от Рюрика не оспаривается. Анализ показал, что все они имеют общего предка по мужской линии. Путаница с происхождением возникла из-за того, что и князь Фёдор Корибутович, и князь Фёдор Несвицкий жили в одно и то же время, активно принимали участие в междоусобной войне литовских князей за трон и имели владения на Волыни и Подолии. Происхождение князей Збаражских от Рюриковичей является более вероятным, поскольку историками были найдены древние документы, в которых говорится, что все дети князя Корибута Дмитрия Ольгердовича, в том числе и Фёдор Корибутович умерли, не оставив после себя мужского потомства. В 1434 году князь Фёдор Несвицкий признал вассалитет польского короля, предотвратив гибель для себя и сохранив наследственную нерушимость своего княжества (Збараж, Винница, Хмельник). В 1463 году его сын, Семён, именовался уже князем Збаражским. Род угас в 1631 году.
По пресечению рода Збаражских имения их перешли к князю Константину Константиновичу Вишневецкому.

## Описание герба

#### Гербовник В. А. Дурасова
Герб князей Збаражских — это герб Вишневец: в червлёном поле серебряный крест, упирающийся на золотой полумесяц, обращённый рогами вниз, под которым серебряная шестиугольная звезда (польский герб Корибут). Щит покрыт княжеской мантией и российской княжеской шапкой.

## Известные представители
- Василий Збаражский — князь Збаражский, политический и военный деятель Великого княжества Литовского, наместник брацлавский.
- Андрей Збаражский (ум. после 1528) — князь Збаражский, сын князя Семена Васильевича Збаражского Старшего. Был женат на Анне Гербут. Дети: Николай, Стефан, Юрий, Маргарита, Эльжбета, Владислав и Михаил.
- Николай Збаражский (ум. 1574) — староста кременецкий (1560—1574), сын князя Андрея Семеновича Збаражского.
- Юрий Збаражский (ум. 1580) — третий сын князя Андрея Семеновича Збаражского. Был дважды женат. Дети: Януш, София, Маруша, Анастасия, Гальша и Екатерина.
- Владислав Збаражский (ум. ок. 1582) — «справца» Киевского воеводства (1573—1574), четвертый сын князя Андрея Семеновича Збаражского. Был женат на Софии Пшилуцкой. Дети: Стефан, Константин, Петр, Магдалена, Екатерина и Анна.
- Збаражский, Стефан (ок. 1518—1585) — военачальник и дипломат, воевода трокский.
- Збаражский, Кшиштоф (1580—1627) — дипломат, сын Януша Збаражского.
- Збаражский, Януш (до 1553—1608) — военачальник и дипломат, брацлавский воевода.
- Юрий (Ежи) Збаражский (ок. 1573—1631) — последний князь Збаражский, великий кравчий коронный, великий подчаший коронный, каштелян краковский), старший сын князя Януша Николаевича Збаражского и Анны Четвертинской. Не был женат и не имел детей.